# Jökulhlaup

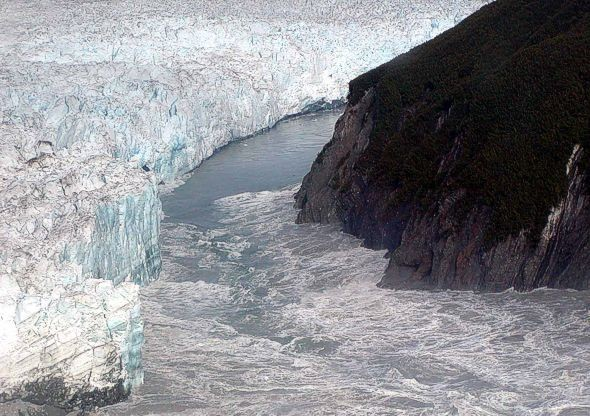
El desplome del glaciar Hubbard, en el fiordo Russell en la bahía Disenchantment. Este fue el segundo jökulhlaup más grande documentado.

Jökulhlaup es un término islandés usado para describir los eventos violentos producidos por el contacto entre las erupciones volcánicas y los glaciares que conllevan a la creación de enormes inundaciones, y el desprendimiento de bloques de hielo que —junto con el material derretido— constituye un importante medio de erosión y de transformación del paisaje geográfico.